# Claire Castel
Pour les articles homonymes, voir Castel.
Claire Castel est une actrice pornographique et mannequin de charme française.

## Biographie
Claire Castel est née le 15 janvier 1985 à Bordeaux, en Gironde. Elle a poursuivi des études de secrétaire-comptable. Étudiante, elle est attirée par le monde du libertinage et fréquente les boîtes de nuit les plus chaudes de Bordeaux,.
Claire Castel commence sa carrière dans la pornographie en tant qu'effeuilleuse. Elle effectue son premier tournage pour John B. Root en 2008 sous le pseudonyme Fleur. Ensuite pour Le Porntour avec son amie Jade Laroche pour laquelle elle tourne trois scènes amateur dans lesquelles elle révèle ses talents d'actrice. Jade Laroche la présente à la production Marc Dorcel pour qui elle tourne depuis en exclusivité avec le réalisateur Hervé Bodilis. Ce dernier la fait tourner aux côtés de Jade Laroche dans le film  Mademoiselle de Paris dès son embauche. Elle déclare admirer le travail de ce réalisateur et exige de ne se déshabiller qu'avec lui. Elle dit préférer interpréter les scènes de saphisme et de sodomie ainsi que la levrette aux autres positions. Elle affirme être bisexuelle et libertine,,.
Pour Claire, la pornographie « n'est pas un travail » mais lui permet de « réaliser ses fantasmes » et de se faire plaisir.

## Filmographie
Les 105 participations filmographiques de Claire Castel sont à retrouver sur Internet Adult Film Database.

## Distinctions

### Récompenses
Aucune

### Nominations
- 2012 : Erotic Lounge Award : Best Actress
- 2013 : AVN Award : Female Foreign Performer of the Year
- 2013 : Sex Awards : Porn Star of the Year
- 2013 : XBIZ Award : Foreign Female Performer of the Year
- 2014 : AVN Award : Female Foreign Performer of the Year
- 2014 : AVN Award : Best Sex Scene in a Foreign-Shot Production, Claire Castel: the Chambermaid (tournage de 2013)
- 2014 : Erotic Lounge Award : Best Actress
- 2014 : XBIZ Award : Foreign Female Performer of the Year
- 2016 : XBIZ Award : Foreign Female Performer of the Year
- 2017 : AVN Award : Best Sex Scene in a Foreign-Shot Production, Luxure 5: Épouses obéissantes (tournage de 2016)
- 2018 : AVN Award : Best Sex Scene in a Foreign-Shot Production, Claire la soumise (tournage de 2017)
- 2019 : AVN Award : Best Foreign-Shot Group Sex Scene, Pornochic 28: Claire and Lana (tournage de 2018)
- 2019 : XBIZ Europa Awards : Best Sex Scene - Feature Movie, Claire la soumise (tournage de 2017)
- 2019 : XBIZ Europa Awards : Best Sex Scene - Glamcore, Luxure 8: Comblées par d'autres (tournage de 2017)